# Phelliactis robusta
Phelliactis robusta är en havsanemonart som beskrevs av Oscar Henrik Carlgren 1928. Phelliactis robusta ingår i släktet Phelliactis och familjen Hormathiidae. Inga underarter finns listade i Catalogue of Life.